# موزه استرالیا

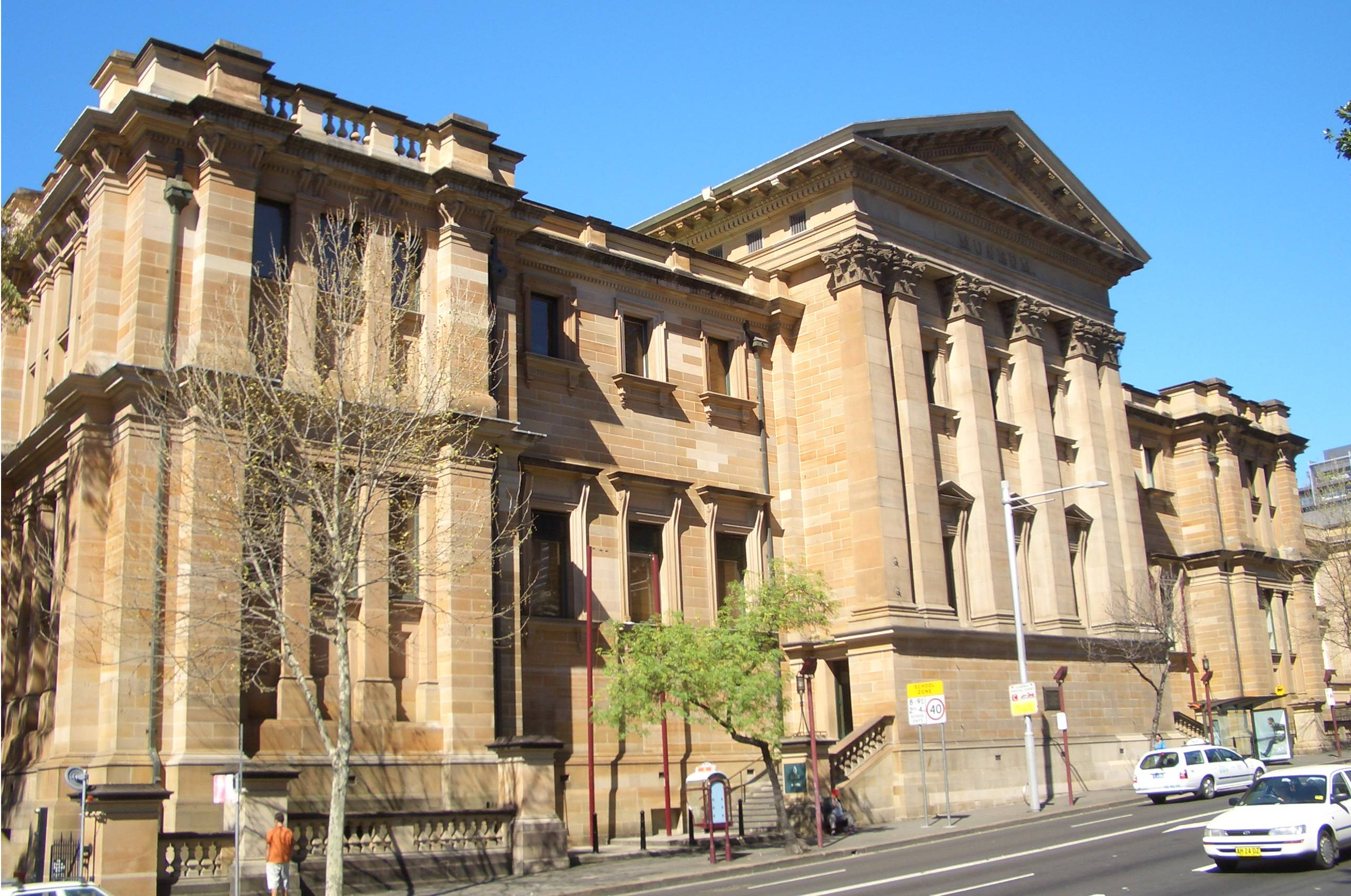
موزه استرالیایی، ابتدا با نام موزه سیدنی در سال ۱۸۲۷ تاسیس شد.

موزه استرالیایی (به انگلیسی: Australian Museum) نام قدیمی‌ترین موزه در استرالیا است. این موزه دارای مجموعه معتبری در زمینه‌های تاریخ طبیعی و انسان‌شناسی است. موزه در تقاطع خیابان‌های ویلیام و کالج در بخش مرکزی تجاری سیدنی واقع شده‌است.

## نگارخانه

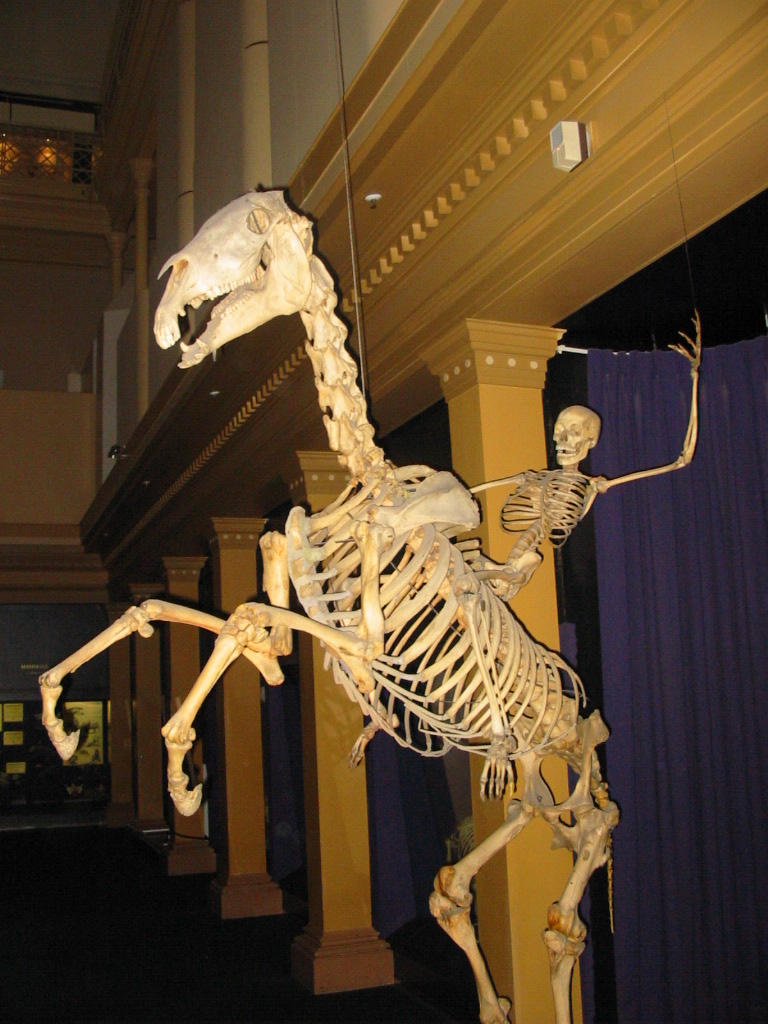
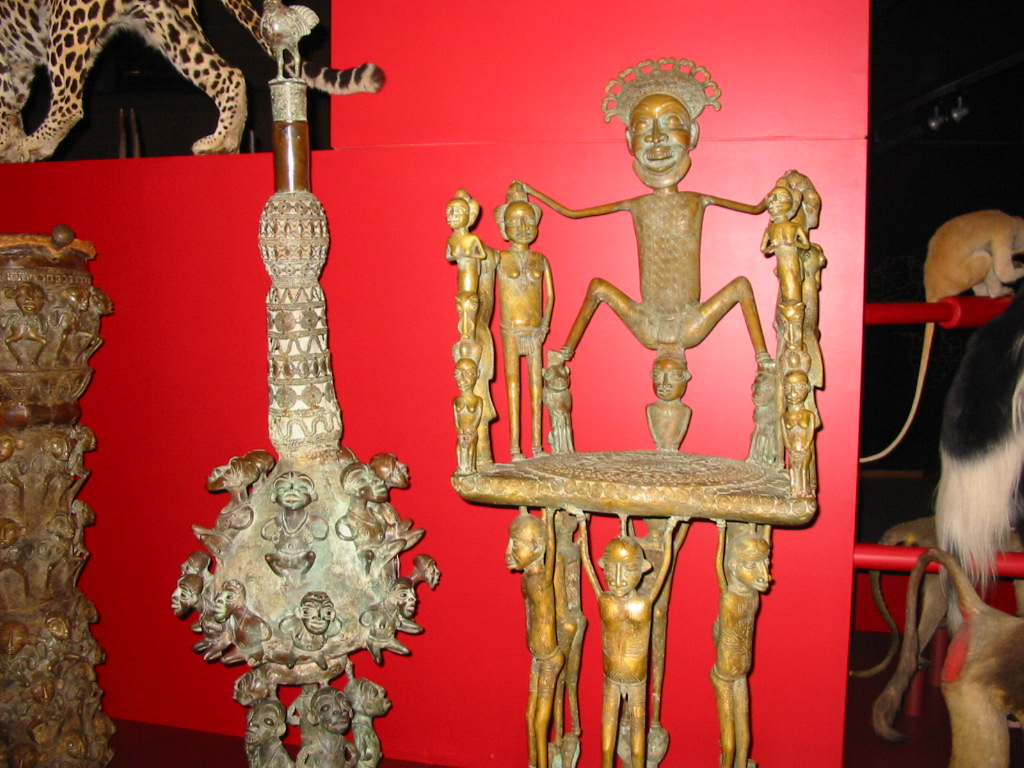
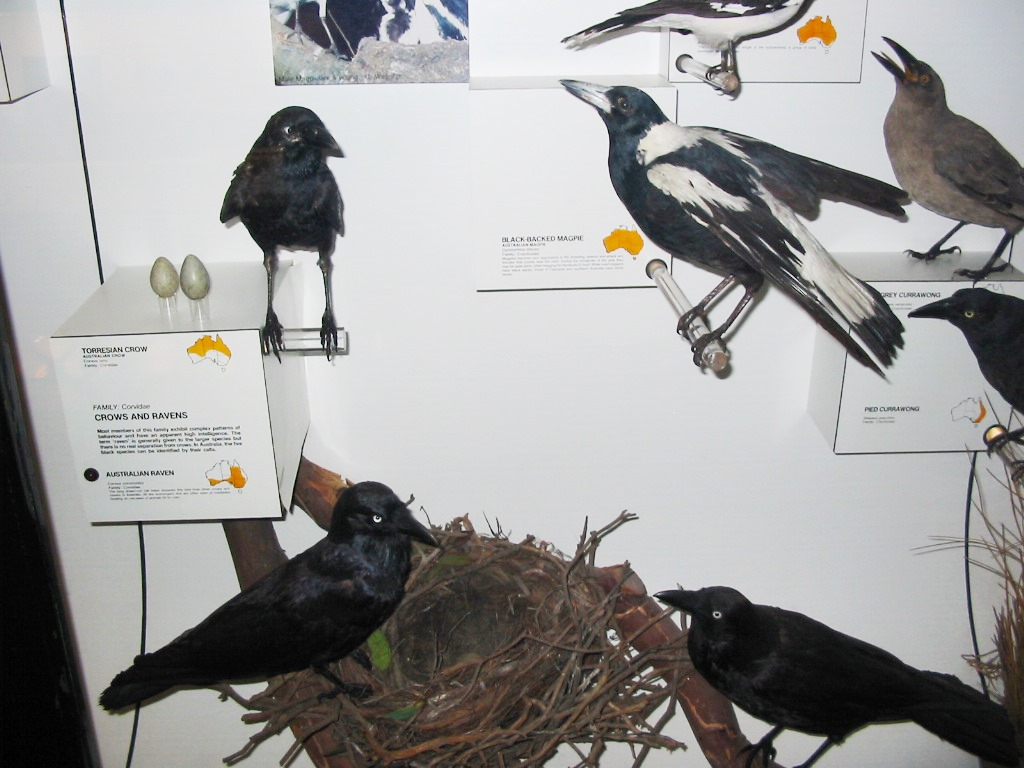
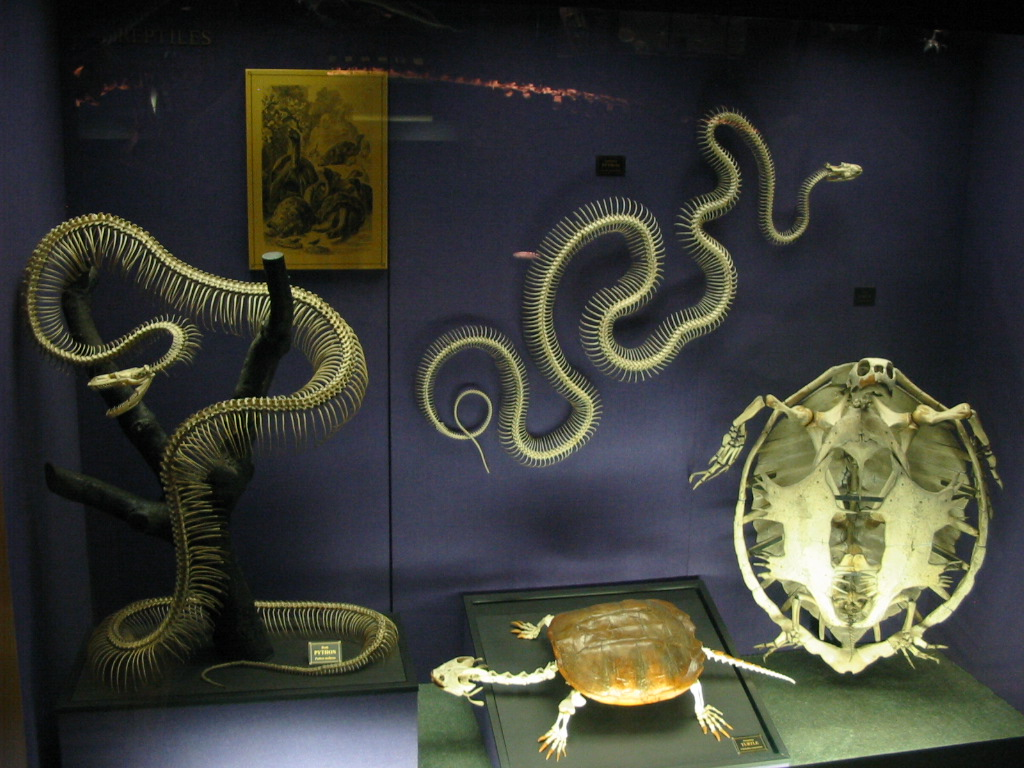
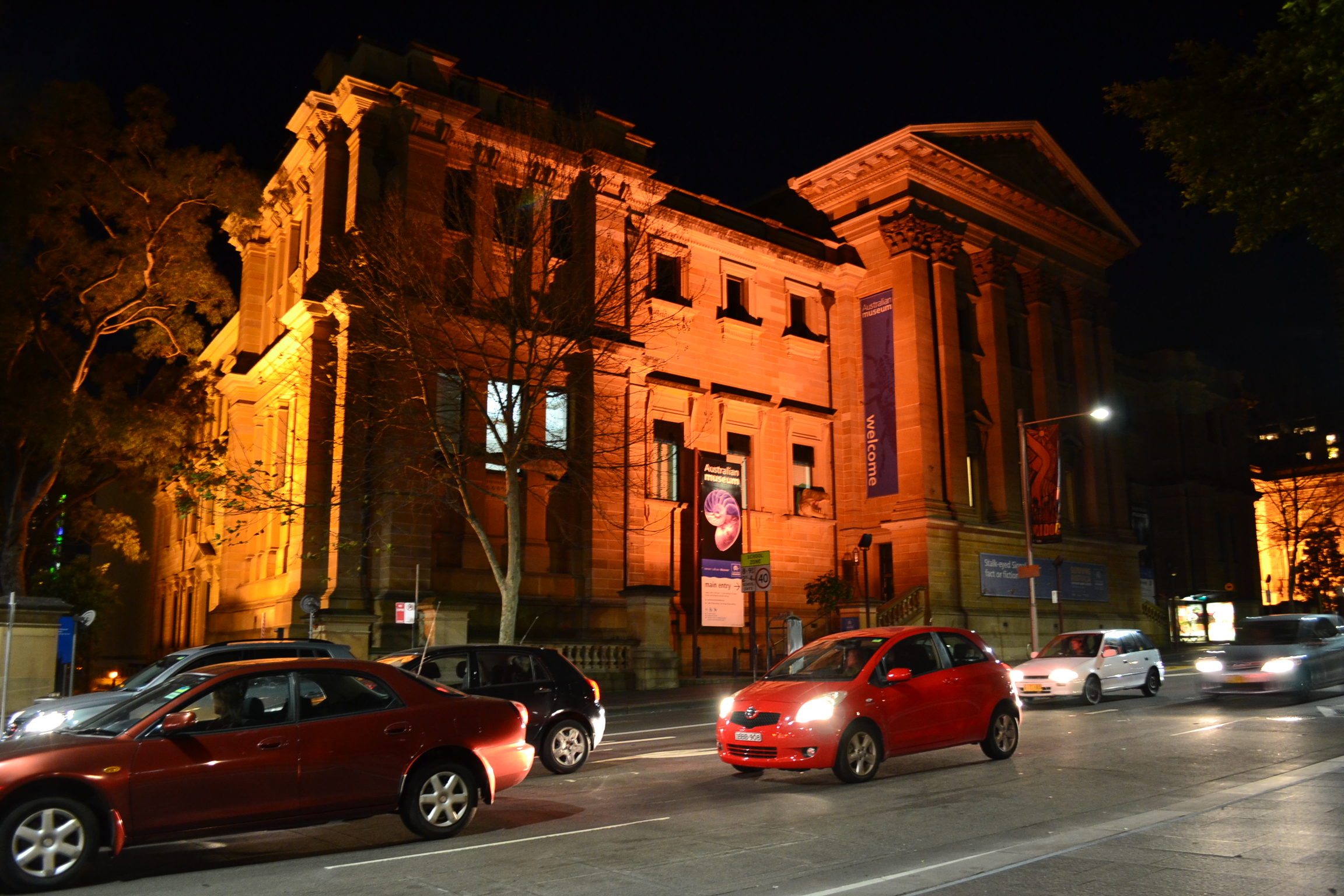